# Berliner Zeitung
A Berliner Zeitung (BZ, magyarul Berlini Újság) egy 1945-ben alapított regionális német napilap.
Átlagos napi példányszáma 157 015 (2010-ben) és naponta mintegy 400 ezer olvasót ér el. Berlin-Brandenburg legnagyobb előfizetői körével bír. Általában a főváros keleti kerületeiben olvassák.

## Története
A Berliner Zeitung 1945 és a rendszerváltás között Kelet-Berlinben jelent meg. Már korábban is volt ilyen című lap, ez 1877-ben jelent meg először és B.Z. néven ma is piacon van (Ullstein lapkiadó), ez viszont a rendszerváltásig Nyugat-Berlinben jelent meg. A mai Berliner Zeitung első száma 1945. május 21-én jelent meg, és 10 pfennigbe került. Eleinte volt alcíme is: A vörös hadsereg parancsnokságának sajtóorgánuma („Organ des Kommandos der Roten Armee“).
Az első főszerkesztő Alexander Kiszarnov szovjet ezredes volt. A szerkesztőség tagjai szovjet tisztekből, német ellenálló partizánokból és a KPD tagjaiból verbuválódott. Mikor júliusban a Berliner Tageblatt egykori munkatársa, és a szovjet titkosszolgálat egykori ügynöke, Rudolf Herrnstadt átvette a főszerkesztőséget, a kiadást is Berlin város magisztrátusára szállt át. Ennek megfelelően  1945. augusztus 2. után az újság alcíme „Amtliches Organ des Magistrats von Berlin“ (A berlini magisztrátus hivatalos sajtóorgánuma). Az újság 1953 után az Német Szocialista Egységpárt (SED)  központi bizottságának fennhatósága alá került, és bár az NDK főváros lapja – akkor 345 ezres példányszámmal – nem vált hivatalosan sajtóorgánummá, részben valamelyest kritikusabb hangvételt engedhetett meg magának. Már Németország újraegyesítése előtt felvásárolta a lapot a Maxwell Communications és a Gruner + Jahr cégek alkotta Joint Venture, majd 1992-től Gruner und Jahr azzal a kimondott céllal, hogy az újságból egyfajta német Washington Postot formál, azonban ez a célkitűzés nem sikerült. Miután Gruner und Jahr kiadó elhatározta, hogy kiszáll a napilap-üzletből 2002 júniusában a Georg von Holtzbrink kiadócsoport szerezte meg a lapot, ezt azonban a német versenyhivatal (Bundeskartellamt) 2004-ben megtiltotta. Ezután a lap egy brit lapkiadó holdinghoz került, majd 2009-ben a kölni M. DuMont Schauberg kiadóhoz, majd a szintén kölni Heinen kiadóhoz (Helmut Heinen). 2010 áprilisa óta a „DuMont-szerkesztőközösség“ része, ide tartoznak a Frankfurter Rundschau, a Kölner Stadt-Anzeiger és a Mitteldeutsche Zeitung.